# 愛知県立ひいらぎ特別支援学校
愛知県立ひいらぎ特別支援学校（あいちけんりつ ひいらぎとくべつしえんがっこう）は、愛知県半田市出口町一丁目にある公立特別支援学校。肢体不自由児を教育対象とする。愛知県立半田高等学校の定時制課程（昼間）の校舎および体育館を再利用しており、半田高等学校と一体の学校敷地となっている。

## 学部
- 小学部
- 中学部
- 高等部

## 沿革
出典
- 2001年（平成13年）1月17日  - 同年3月閉鎖となるに愛知県立半田高等学校定時制課程（昼間）の校舎を再利用し知多地区新養護学校設置決定
- 2003年（平成15年）3月25日 - 新設校の校名が愛知県立ひいらぎ養護学校と決定
- 2004年（平成16年）
  - 3月20日 - 校舎改修工事完了
  - 4月1日 - 愛知県立ひいらぎ養護学校開校（港養護学校より分立）。
  - 4月6日 - 第1回入学式実施（小学部13学級、中学部7学級、高学部6学級）
  - 4月7日 - リフト付きスクールバス3台（なぎさ、つばさ、ひかり）運行開始
- 2014年（平成26年）4月 - 愛知県立ひいらぎ特別支援学校に校名変更
- 2015年（平成27年）1月19日 - スクールバス利用時間が片道60分を超過している児童生徒の体調負担軽減のため[2]、リフト付きスクールバス1台増車し4台（なぎさ、つばさ、ひかり、のぞみ）体制となる
- 2020年（令和2年）
  - 3月31日 - スクールバス1台更新（ひかり→わかば）
  - 4月7日 - 新型コロナウイルス感染症 (2019年)感染拡大防止により臨時休校しオンライン授業などを行う
  - 6月29日 - 通常授業再開
- 2021年（令和3年）3月31日 - スクールバス1台更新（なぎさ→ひいらぎ）

## 校訓
- 『明るく たくましく 誠実な心』
- 校歌は、開校当時愛知県立半田高等学校の校長を務めていた原和宏による作詞である。

## 交通アクセス
- 名鉄河和線「住吉町駅」から徒歩約10分。